# Râul Repedea, Șușița
Râul Repedea (sau Râul Valea Rea) este un curs de apă, afluent al râului Șușița. 